# Geodetski fakultet u Zagrebu
Geodetski fakultet je jedna od sastavnica Sveučilišta u Zagrebu.

## Povijest
Povijest učenja geodetske struke seže još 1775. kada Martin Sabolović izdaje udžbenik Exercitationes Gaeodeticale na latinskom jeziku. 1847. Vjekoslav Köröskényi izdaje udžbenik Geodäsija, a Franjo Kružić Fotogrametrija i praktični dio tahimetrije 1897. te Praktična geodezija ili zemljomjerstvo iz 1911.
1898. osniva se Šumarska akademija u Zagrebu, gdje je jedan od predmeta i geodezija, a predavao ju je Vinko Hlavinka.
1908. osniva se Geodetski tečaj na Akademiji, a 1919. prelazi kao Geodetski odjel na Visokoj tehničkoj školi.
1929. Visoka tehnička škola se preimenuje u Tehnički fakultet, a geodezija se predaje u sklopu Geodetsko-kulturno-inženjerskog odjela. 1946. Tehnički fakultet dobiva dva usmjerenja: geodezija i melioracija.
Nakon Drugog svjetskog rata, 1956. Tehnički fakultet se raspada na četiri zasebna među kojima je i Arhitektonsko-građevinsko-geodetski (AGG). AGG ostaje do 1962. se dijeli na svoje sastavnice i ta se godina smatra godinom osnutka Geodetskog fakulteta.

## Ustroj fakulteta

### Zavod za geomatiku
- Katedra za analizu i obradu geodetskih mjerenja
- Katedra za državnu izmjeru
- Katedra za geoinformatiku
- Katedra za hidrografiju
- Katedra za matematiku i fiziku
- Katedra za svemirsku geodeziju

### Zavod za kartografiju i fotogrametriju
- Katedra za fotogrametriju i daljinska istraživanja
- Katedra za geoinformacije
- Katedra za kartografiju

### Zavod za primijenjenu geodeziju
- Katedra za instrumentalnu tehniku
- Katedra za inženjersku geodeziju
- Katedra za organizacijsku teoriju i menadžment
- Katedra za upravljanjem prostornim informacijama
- Katedra za zemljomjerstvo
- Labaratorij za mjerenja i mjernu tehniku

### Zajedničke službe
- Tajništvo
- Računovodstvo

## Stručna i stalna radna tijela
- Fakultetsko vijeće
- Povjerenstvo za kvalitetu
- Odbor za nastavu
- Odbor za znanost
- Etičko povjerenstvo
- Povjerenstvo za stručno usavršavanje
- Radna skupina za javnu nabavu
- Odbor za završne i diplomske radove
- Odbor za izdavačku djelatnost
- Odbor za informatizaciju
- Studentski zbor

## Uprava
- Dekan: prof. dr. sc. Mladen Zrinjski[1]
- Prodekan za znanstveni rad i međunarodnu suradnju: izv. prof. dr. sc. Ivan Razumović
- Prodekan za nastavu i studente: izv. prof. dr. sc. Mateo Gašparović
- Prodekan za financije i poslovanje: doc. dr. sc. Sergej Baričević

## Popis dekana
| Dekan             | Trajanje službe |
| Leo Randić        | (1962. – 1964.) |
| Mato Janković     | (1964. – 1966.) |
| Franjo Braum      | (1966. – 1968.) |
| Slavko Macarol    | (1968. – 1970.) |
| Nikola Čubranić   | (1970. – 1972)  |
| Stjepan Klak      | (1972. – 1974.) |
| Rudolf Mišić      | (1974. – 1976.) |
| Veljko Petković   | (1976. – 1981.) |
| Dušan Benčić      | (1981. – 1985.) |
| Asim Bilajbegović | (1985. – 1987.) |
| Miljenko Solarić  | (1987. – 1991.) |
| Ladislav Feil     | (1991. – 1995.) |
| Teodor Fiedler    | (1995. – 1999.) |
| Tomislav Bašić    | (1999. – 2003.) |
| Zdravko Kapović   | (2003. – 2007.) |
| Stanislav Frangeš | (2007. – 2011.) |
| Miodrag Roić      | (2011. – 2015.) |
| Damir Medak       | (2015. – 2019.) |
| Almin Đapo        | (2019. – 2023.) |
| Mladen Zrinjski   | (2023. – )      |

## Studentski zbor
Studentski zbor Geodetskog fakulteta osnovan je 1996. kada i Sveučilišni studentski zbor, a s radom je započeo nekoliko godina kasnije.

Sastoji se od 12 članova: deset članova s preddiplomskog i diplomskog studija te dva člana poslijediplomskog studija.
Članovi Zbora sudjeluju u sjednicama Fakultetskog vijeća te u raznim Odborima.

Trenutna predsjednica je Lucija Zekanović.

### Sekcije
U sklopu Zbora djeluju razne sekcije:
- Nogometna
- Košarkaška
- Rukometna
- Odbojkaška
- Informatička
- Planinarska

### Ekscentar
Ekscentar je časopis koji uređuje i izdaje Studentski zbor. Izlazi jedanput na godinu, a bavi se temama vezanim uz Fakultet i geodetske djelatnosti. Tekstove pišu većinom studenti, dok profesori samo pomažu u radu. 
2007. i 2019. časopis je dobio Rektorovu nagradu

## Knjižnica fakulteta
Knjižnica Geodetskog fakulteta osnovana je 1919. godine,  a paralelno s razvojem Sveučilišta mijenjala je nazive. Trenutno je središnja knjižnica triju fakulteta: Arhitektonskog, Građevinskog i Geodetskog. Knjižna građa obuhvaća relevantnu literaturu i ima oko 45 000 knjiga, velik broj leksikona, enciklopedija, rječnika i priručnika. Knjižnicom upravlja Građevinski fakultet, a  smještena je u prizemlju glavne zgrade Fakulteta u Kačićevoj 26.

## Vanjske poveznice
Službene stranice Fakulteta
- Tehnički fakultet u Zagrebu Hrvatska tehnička enciklopedija, portal hrvatske tehničke baštine. LZMK